# Carrer dels Abaixadors
El carrer dels Abaixadors és una via del barri de la Ribera de Barcelona. Comença a la petita illa de cases de la plaça de Santa Maria, on es troba la font de Santa Maria, i acaba a la plaça de Victor Balaguer.

## El gremi dels abaixadors
A l'edat mitjana s'hi establiren i tingueren la casa gremial els abaixadors, els que abaixaven els draps, les ordenances dels quals daten de 1456, quan es van separar de la confraria dels teixidors de llana. En aquella època totes les persones que treballaven en un mateix ofici s'anaven instal·lant en un mateix indret, de manera que els carrers acabaven sent coneguts amb el mateix nom de l'ofici predominant. Sovint, com és el cas del carrer Abaixadors, el nom s'ha conservat fins a l'actualitat.
Els abaixadors eren aquells i aquelles que igualaven el pèl dels draps de llana. Ho feien amb unes tisores grosses sense punta.

## L'arquitectura medieval
L'edificació medieval del barri de Sant Pere, Santa Caterina i la Ribera es va substituir al llarg de la segona meitat del segle xviii. Els balcons i finestres balconeres, amb emmarcament de pedra i acabat que imita carreus, que es poden veure al carrer dels Abaixadors, són fruit d'aquesta reforma. No obstant això, encara es conserva l'estructura medieval a l'edifici que fa cantonada amb el carrer de les Caputxes, representada per l'embigat de fusta i el porxo recolzat sobre columnes de pedra.